# Liste der Kreisstraßen im Landkreis Main-Spessart
Die Liste der Kreisstraßen im Landkreis Main-Spessart ist eine Auflistung der Kreisstraßen im bayerischen Landkreis Main-Spessart mit deren Verlauf.

## Abkürzungen
- AB: Kreisstraße im Landkreis Aschaffenburg
- KG: Kreisstraße im Landkreis Bad Kissingen
- MSP: Kreisstraße im Landkreis Main-Spessart
- SW: Kreisstraße im Landkreis Schweinfurt
- St: Staatsstraße in Bayern
- WÜ: Kreisstraße im Landkreis Würzburg

## Liste
Nicht vorhandene bzw. nicht nachgewiesene Kreisstraßen werden in Kursivdruck gekennzeichnet, ebenso Straßen und Straßenabschnitte, die unabhängig vom Grund (Herabstufung zu einer Gemeindestraße oder Höherstufung) keine Kreisstraßen mehr sind.
Der Straßenverlauf wird in der Regel von Nord nach Süd und von West nach Ost angegeben.
| Nr. MSP | Verlauf |
| ------- | --- |
| MSP 1   | /St 2301 – Aschfeld – Münster – Bühler – Hundsbach – MSP 6 – Obersfeld – Sachserhof – St 2294 – Altbessingen – St 2433 – Schwebenried – Landkreisgrenze – (SW 35 im Landkreis Schweinfurt) |
| MSP 2   | (KG 40 im Landkreis Bad Kissingen) – Landkreisgrenze – Neubessingen – Landkreisgrenze – (SW 33 im Landkreis Schweinfurt) |
| MSP 3   | St 2277 in Schwebenried – – Landkreisgrenze – (SW 12 im Landkreis Schweinfurt) |
| MSP 4   | in Gänheim – Binsbach – MSP 5 – Landkreisgrenze – (WÜ 54 im Landkreis Würzburg) |
| MSP 5   | MSP 4 in Binsbach – Landkreisgrenze – (WÜ 53 im Landkreis Würzburg) |
| MSP 6   | MSP 1 in Hundsbach – Dattensoll – in Müdesheim |
| MSP 7   | – St 2437 – Retzbach – Retzstadt – Landkreisgrenze – (WÜ 9 im Landkreis Würzburg) |
| MSP 8   | St 2300 in Himmelstadt – in Stetten |
| MSP 9   | St 2301 in Schönarts – Heßlar |
| MSP 10  | St 2301 – Gambach – |
| MSP 11  | St 2435 in Steinbach – Hofstetten – Kleinwernfeld – Harrbach – Karlburg – St 2435 |
| MSP 12  | St 2437 in Steinfeld – MSP 24 – Waldzell – MSP 22 – Ansbach – St 2438 in Roden |
| MSP 13  | St 2435 in Wiesenfeld – St 2437 in Hausen |
| MSP 14  | Erlenbach – St 2435 in Wiesenfeld |
| MSP 15  | Halsbach – St 2435 |
| MSP 16  | in Heßdorf – Karsbach – |
| MSP 17  | St 2304 in Burgsinn – Gräfendorf – St 2302 – Michelau an der Saale – Weickersgrüben – St 2434 |
| MSP 18  | St 2303 in Fellen – Rengersbrunn – MSP 19 in Bayrische Schanz |
| MSP 19  | (K 920 im Main-Kinzig-Kreis, Hessen) – Landesgrenze – Bayrische Schanz – MSP 18 – Ruppertshütten – Pumpspeicherkraftwerk Langenprozelten – |
| MSP 20  | in Gemünden – MSP 11 |
| MSP 21  | St 2305 – Habichsthal – MSP 44 – Wiesthal – St 2317 – Neuhütten – in Bischbornerhof |
| MSP 22  | St 2437 in Sendelbach – Pflochsbach – MSP 23 – MSP 12 in Waldzell |
| MSP 23  | MSP 22 – Erlach am Main |
| MSP 24  | St 2435 – Rohrbach – St 2437 – Steinfeld – MSP 12 – St 2438 in Urspringen |
| MSP 25  | Bergrothenfels – Rothenfels – St 2315 |
| MSP 26  | (AB 6 im Landkreis Aschaffenburg) – Landkreisgrenze – ohne Ort, ohne Abzweig einer klassifizierten Straße – Landkreisgrenze – (AB 6 im Landkreis Aschaffenburg) – Landkreisgrenze – ohne Ort, ohne Abzweig einer klassifizierten Straße – Landkreisgrenze – (AB 6 im Landkreis Aschaffenburg) – Landkreisgrenze – Einsiedel – Windheim – St 2315 in Hafenlohr |
| MSP 27  | St 2312 – Marienbrunn – St 2315 in Hafenlohr |
| MSP 28  | St 2312 – MSP 30 – Esselbach – MSP 32 – Kredenbach – St 2312 |
| MSP 29  | MSP 30 in Bischbrunn – St 2312 in Straßlücke |
| MSP 30  | MSP 29 in Bischbrunn – Oberndorf – MSP 28 – St 2312 |
| MSP 31  | St 2316 – Fechermühle – Michelrieth – MSP 32 – St 2315 – Altfeld – MSP 36 in Triefenstein |
| MSP 32  | MSP 28 in Esselbach – Kredenbach – Michelrieth – MSP 31 – MSP 33 – Röttbach – Wiebelbach – St 2315 in Kreuzwertheim |
| MSP 33  | MSP 32 – Oberwittbach – St 2315 |
| MSP 34  | Hasselberg – St 2316 in Hasloch |
| MSP 35  | MSP 32 in Wiebelbach – St 2315 in Unterwittbach |
| MSP 36  | St 2315 – Rettersheim – MSP 38 – MSP 31 – Triefenstein – MSP 38 – St 2299 – Lengfurt – MSP 41 – |
| MSP 38  | MSP 36 in Rettersheim – Trennfeld – Trennfeld-Bahnhof – MSP 36 |
| MSP 41  | MSP 36 – Tiefenthal – |
| MSP 42  | – Landkreisgrenze – (WÜ 59 im Landkreis Würzburg) |
| MSP 43  | St 2299 in Birkenfeld – Landkreisgrenze – (WÜ 61 im Landkreis Würzburg) |
| MSP 44  | (AB 20 im Landkreis Aschaffenburg) – Landkreisgrenze – Habichsthal – MSP 21 |
| MSP 45  | St 2315 – St 2299 – Marktheidenfeld – St 2299 |

## Quelle
OpenStreetMap: Landkreis Main-Spessart – Landkreis Main-Spessart im OpenStreetMap-Wiki